# 8538 Ґаммелмая
8538 Ґаммелмая (8538 Gammelmaja) — астероїд головного поясу, відкритий 21 березня 1993 року.
Тіссеранів параметр щодо Юпітера — 3,221.